# Matte bandgroefbij
De matte bandgroefbij (Lasioglossum leucozonium) is een vliesvleugelig insect uit de familie Halictidae. De wetenschappelijke naam van de soort werd  gepubliceerd in 1781 door Schrank.